# Saint-Symphorien-de-Marmagne
Saint-Symphorien-de-Marmagne település Franciaországban, Saône-et-Loire megyében. Lakosainak száma 832 fő (2022. január 1.). Saint-Symphorien-de-Marmagne Broye, La Chapelle-sous-Uchon, Charmoy, Marmagne, Mesvres és Uchon községekkel határos.

## Népesség
A település népessége az elmúlt években az alábbi módon változott:
| Lakosok száma | 847  | 848  | 862  | 846  | 841  | 836  | 837  | 834  | 832  |
|               | 2013 | 2015 | 2016 | 2017 | 2018 | 2019 | 2020 | 2021 | 2022 |